# Paul Truswell
Paul Anthony Truswell, född 17 november 1955 är en brittisk Labourpolitiker. Han var parlamentsledamot för valkretsen Pudsey från valet 1997 till 2010.